# Андреа Соларіо
А́ндреа Сола́ріо (італ. Andrea Solario, справжнє прізвище — дель Гоббо (італ. del Gobbo); 1460, Мілан — 1524, там само) — італійський живописець.

## Біографія
Справжнє ім'я Андреа дель Гоббо. Народився в 1460 році в Мілані. Перші уроки живопису отримав від свого брата Крістофоро, видатного скульптора й архітектора. Ймовірно, Соларіо супроводжував свого брата у Венеції, де зазнав значного впливу живописної манери Антонелло да Мессіна, який проявився в його портретній творчості: особливо це помітно в його портреті «Чоловік з гвоздикою» (бл. 1495, Національна галерея, Лондон). На формування живописного стилю Соларіо також значною мірою вплинула творчість Леонардо да Вінчі, риси стилю якого присутні в багатьох роботах художника, особливо в його мадоннах і жіночих образах. Художник увійшов в історію образотворчого мистецтва як один з найбільш значних послідовників Леонардо.
У 1507—1509 жив і працював у Франції при дворі короля Людовика XII, а перед своїм поверненням на батьківщину, ймовірно, відвідав Фландрію: це припущення може пояснити яскраво виражені риси фламандського мистецтва у його пізніх роботах з їхнім гармонічним і детально змальованим пейзажним фоном.
Помер у 1525.

## Вибрані твори
- «Чоловік із гвоздикою», бл. 1495, Національна галерея, Лондон
- «Портрет чоловіка», 1497, Музей витончених мистецтв, Бостон
- «Портрет чоловіка», бл. 1500, Пінакотека Брера, Мілан
- «Розп'яття», 1503, Лувр, Париж
- «Шарль д'Амбуаз», бл. 1507, Лувр, Париж
- «Голова Івана Хрестителя», 1507, Лувр, Париж
- «Мадонна із зеленою подушкою», бл. 1507, Лувр, Париж
- «Соломея з головою Івана Хрестителя», 1507, Музей історії мистецтв, Відень

## Галерея

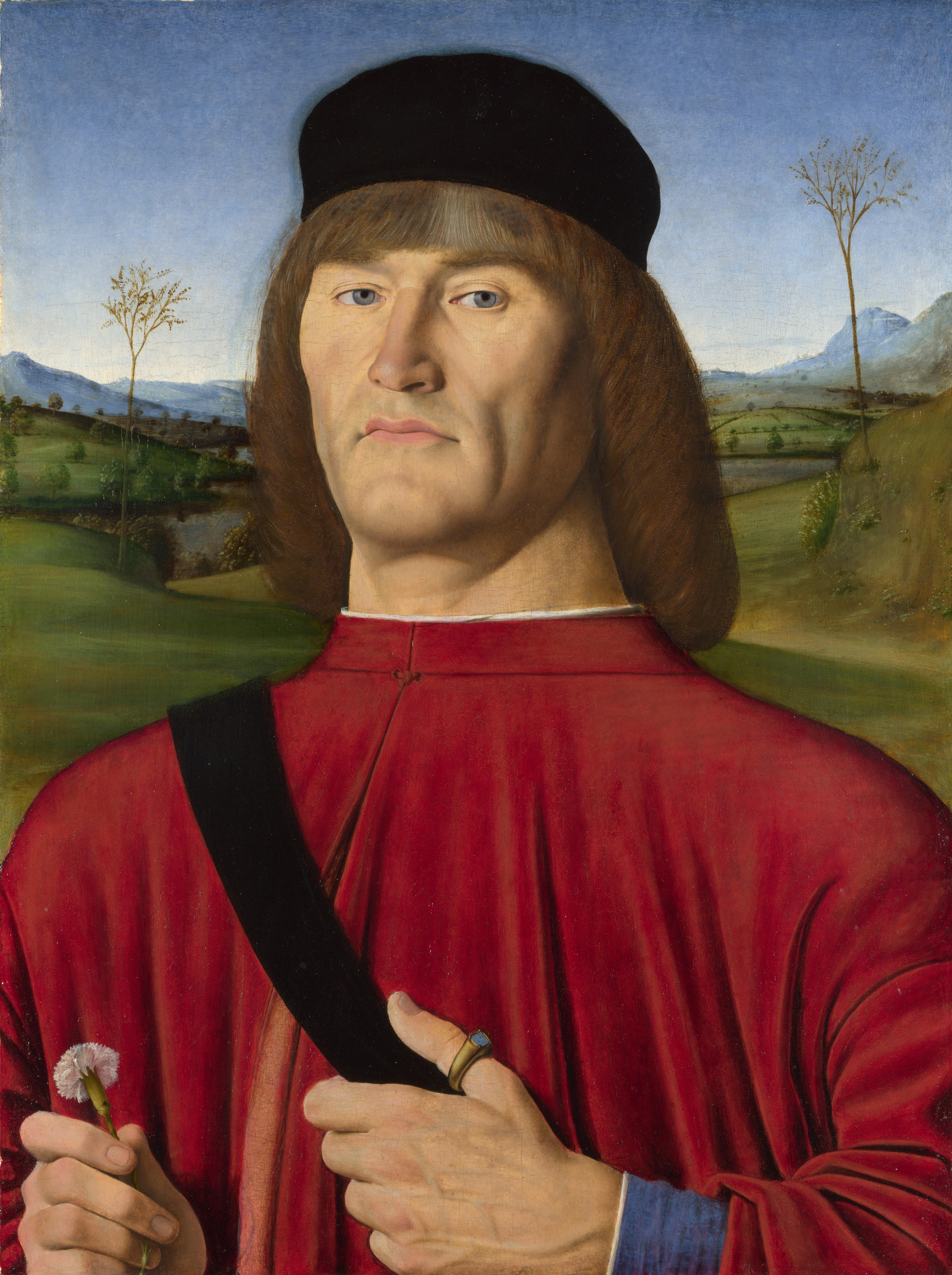
«Чоловік із гвоздикою», бл. 1495, Національна галерея, Лондон
Лютнистка. 1520-е гг. Дерево, масло. Палаццо Барберини, Рим
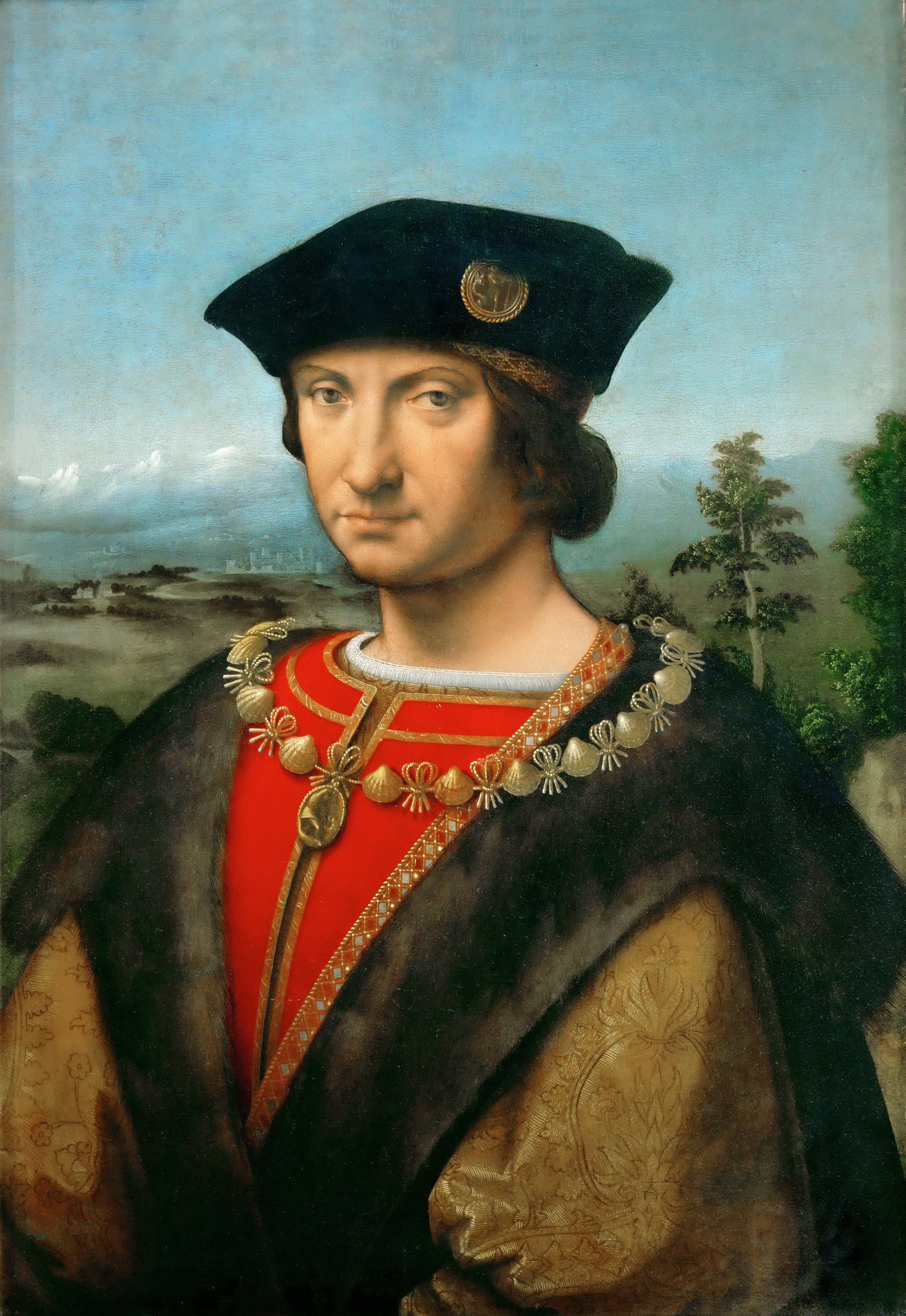
Жорж д'Амбуаз II. Ок. 1507. Дерево, масло. Лувр, Париж
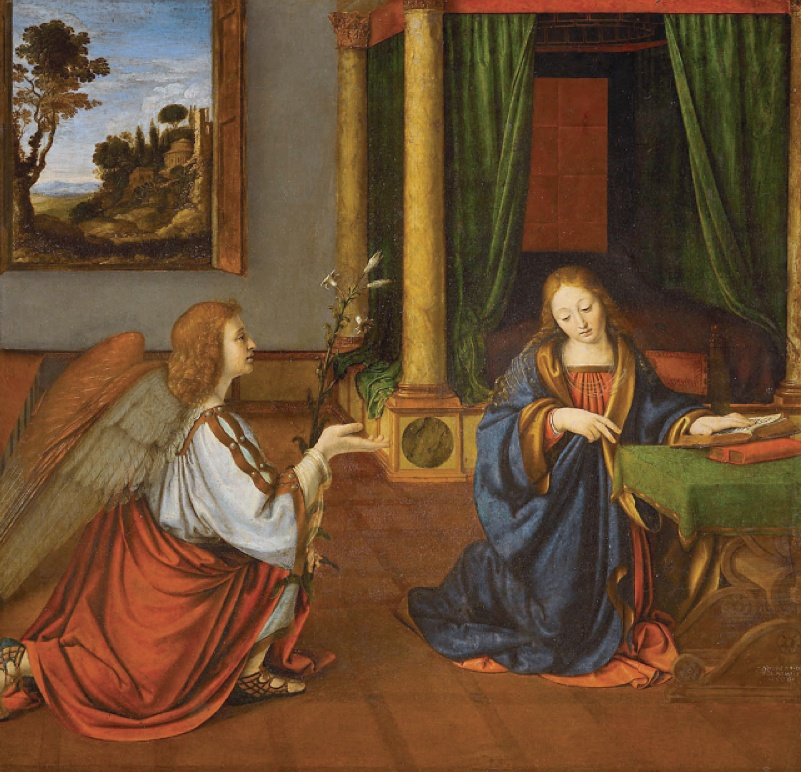
Благовещение. 1506. Дерево, масло. Лувр, Париж
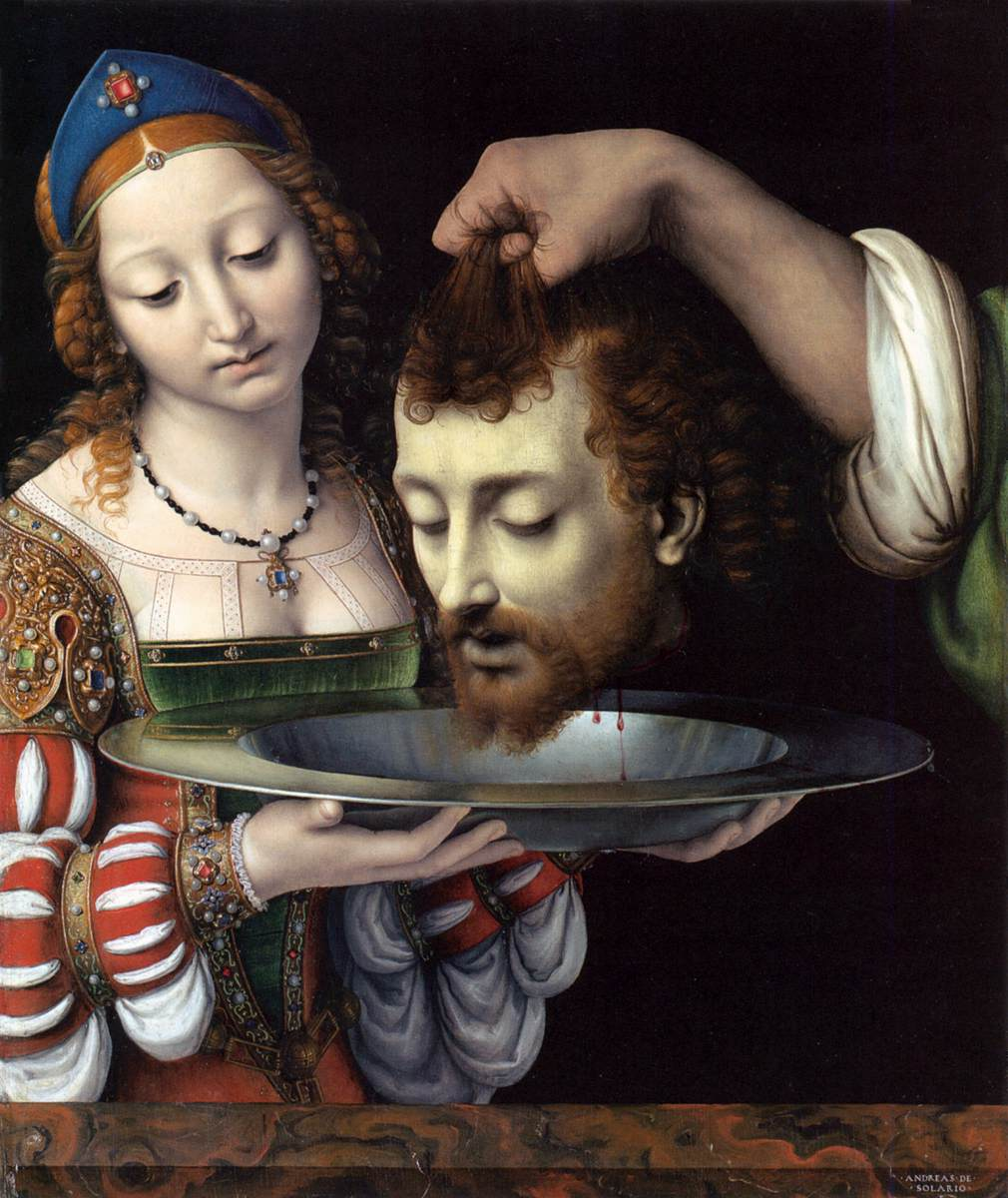
Саломея с головой Иоанна Крестителя. Между 1506 и 1507. Дерево, масло. Метрополитен-музей, Нью-Йорк
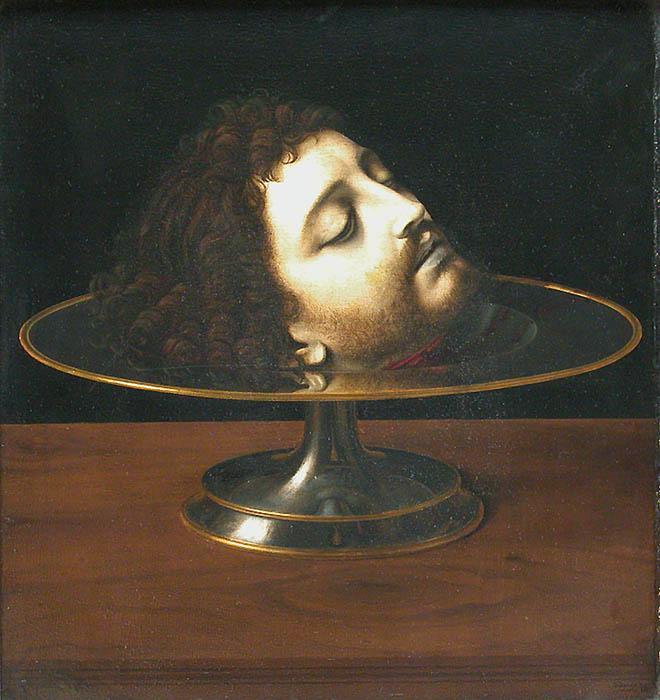
Голова Иоанна Крестителя. 1507. Дерево, масло. Лувр, Париж
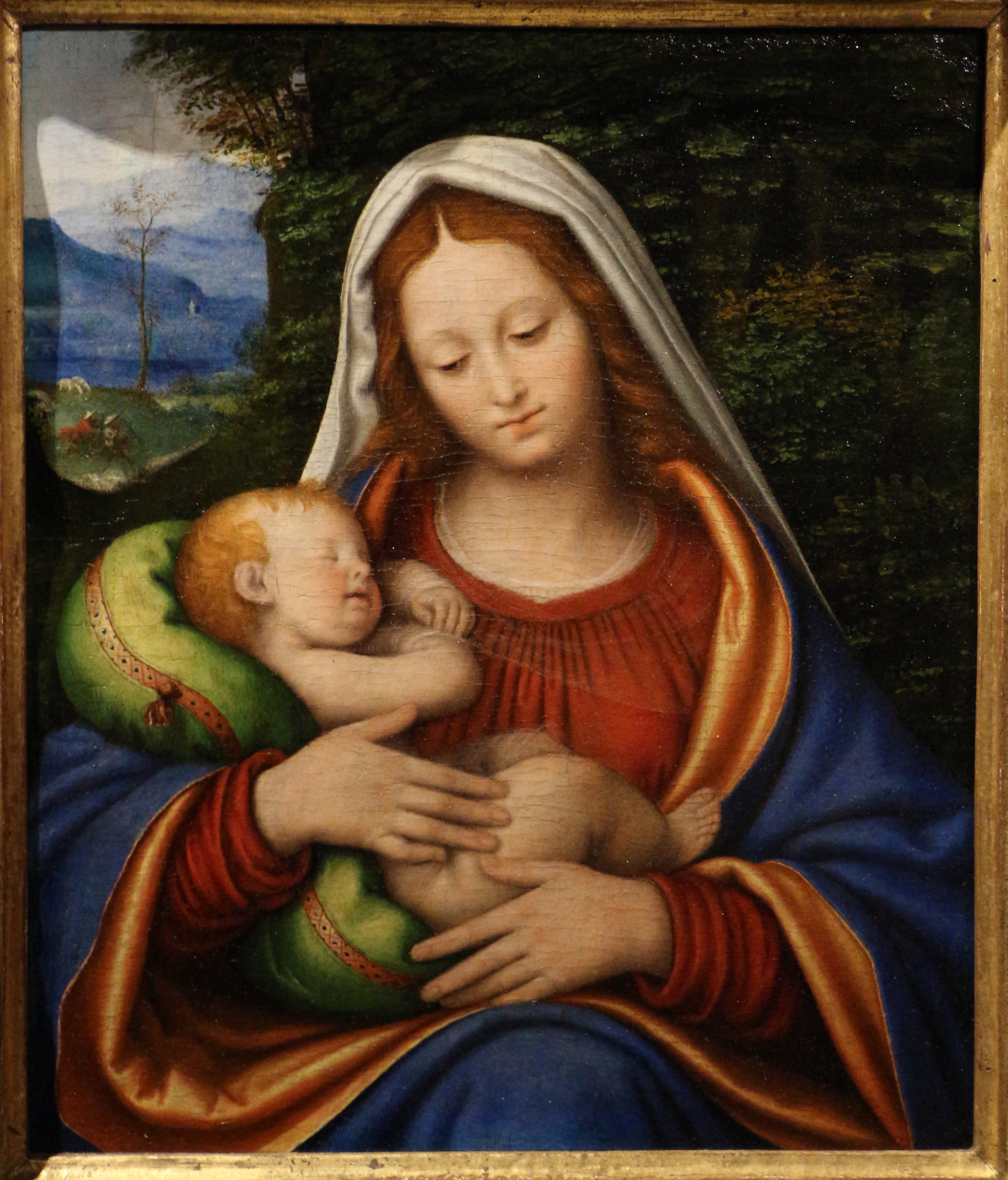
Мадонна с Младенцем. Частное собрание, Парма
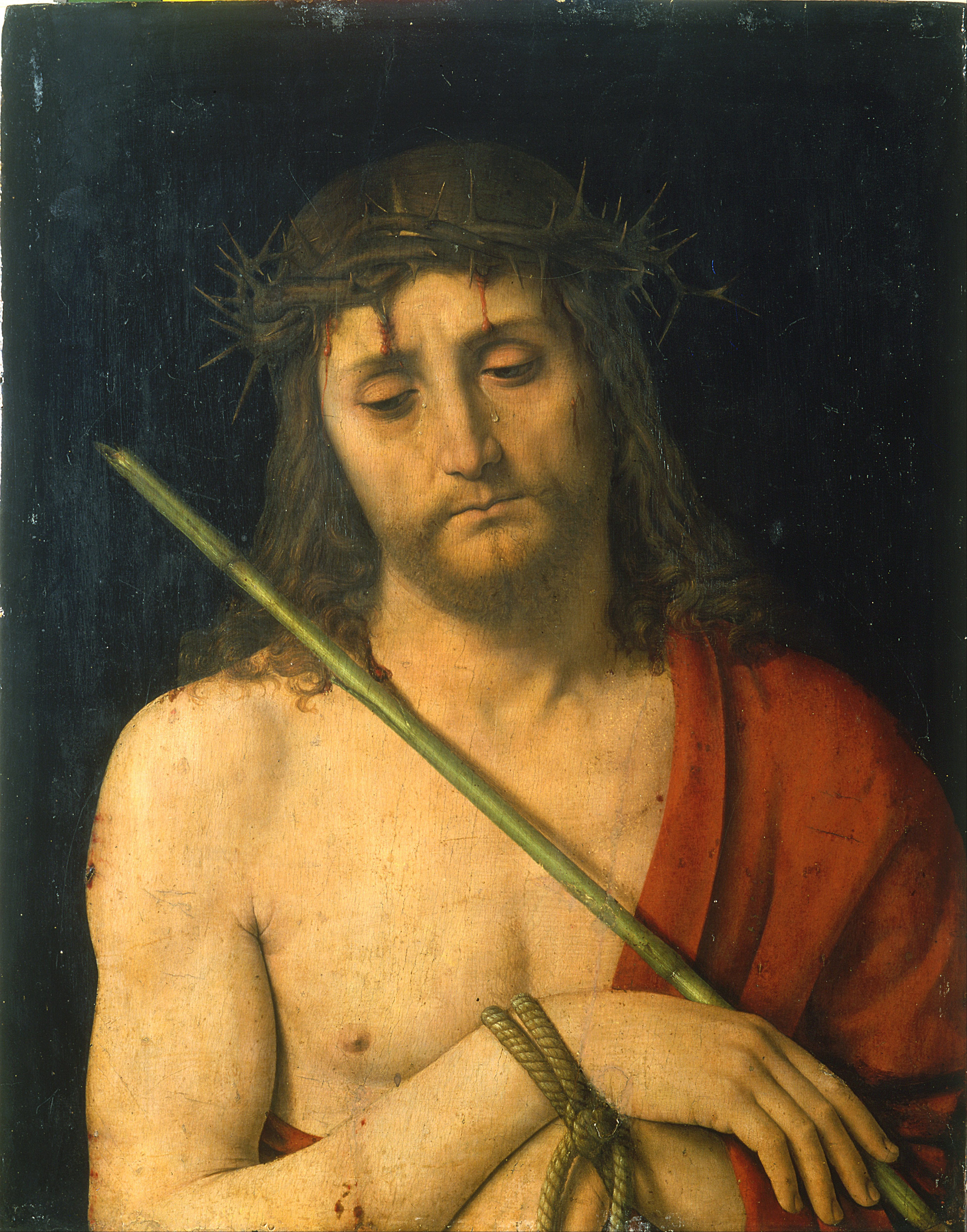
Ecce Homo. Ок. 1506. Дерево, масло. Музей Польди-Пеццоли, Милан
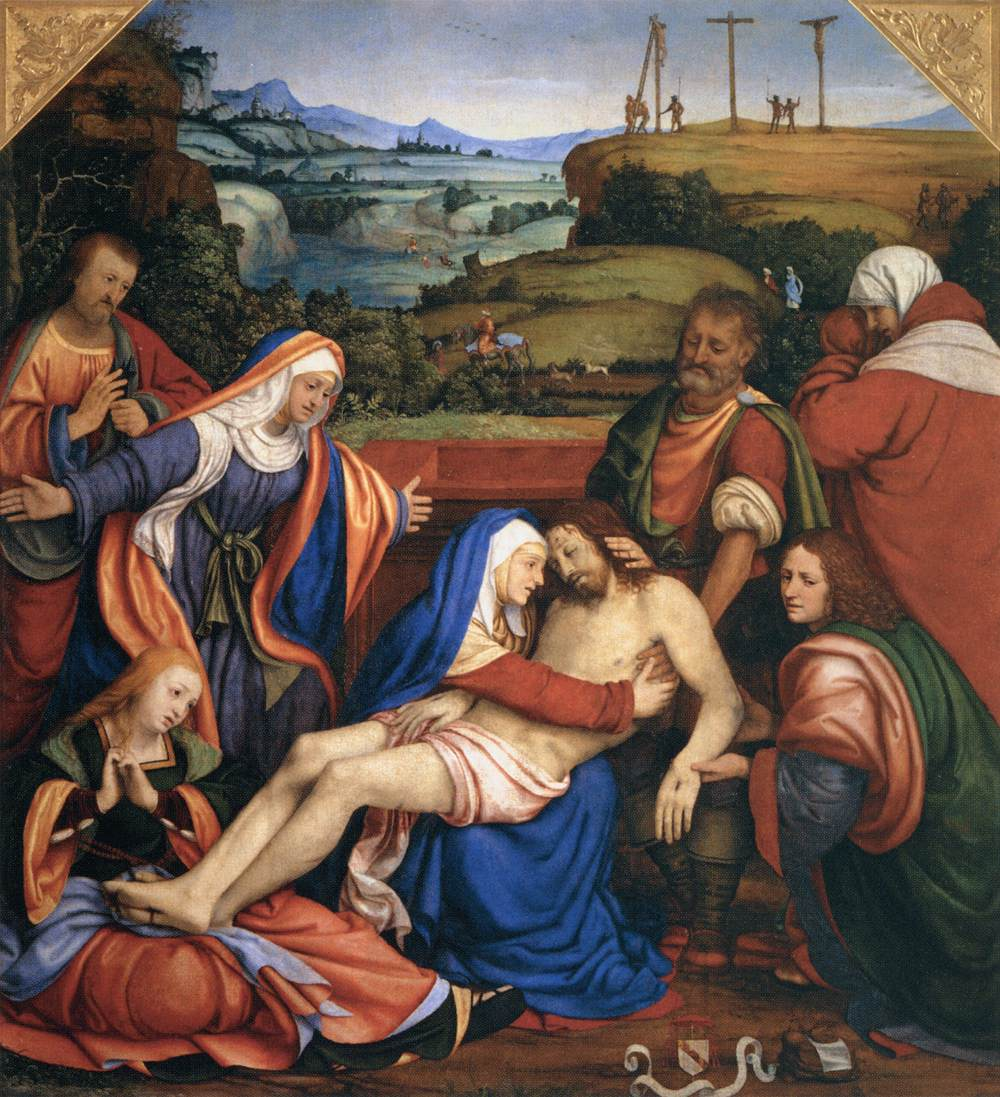
Пьета (Оплакивание Христа). Ок. 1510. Холст, масло. Лувр, Париж